# Plato de parto
El plato de parto con el tema Cupido y Psique, de autor anónimo veronés, forma parte de la colección del Museo Soumaya, tiene 26.5 cm de diámetro y contiene un óleo sobre tabla. Durante el Renacimiento, este objeto de arte solía ser obsequiado con alimentos por el padre a la futura madre a fin de celebrar la llegada del hijo, y con frecuencia se decoraba con escenas mitológicas o religiosas como símbolo de amor, prosperidad, abundancia y buenos augurios. Aparecían en él personajes que hablan acerca de las virtudes del recién llegado. En los baptisterios se utilizaban algunos de forma octagonal. La historia de Eros (o Cupido, entre los romanos) y Psique fue relatada por Apuleyo en la Roma antigua, como parte de su obra Las metamorfosis.